# 주술적 사고
주술적 사고(呪術的思考, magical thinking, superstitious thinking)는 주술이 효과가 있다는 전제로 사물을 생각하거나 문제가 있을 때에 자기의 건전하고 합리적인 노력이 부족한 채로, 주술에 유사한 행동에만 따라 해결해 버리려는 사고를 가리킨다. 마술적 사고라고도 불린다. 진화 심리학적으로 생각하면, 불결한 냄새를 혐오해, 그 일반화로서 더러움을 꺼리는 것은 병을 예방하고 유전자를 늘리는 것에 연결돼, 어느 정도 합리성이 있었다고 말할 수 있다.

## 개요
예를 들어 옛날 사람이 물리적인 현상인 천재지변의 원인을 신의 분노나 누군가의 원한에 있다고 생각하여 그에 대해 주술로 대처해야 한다고 생각하거나 주술적 행위를 하였을 경우 그것을 주술적인 사고라고 할 수 있다. 또한, 대학 수험이나 자격 시험의 시기가 다가오고 있음에도 교과서나 문제집 등의 현실적인 해결법이 아니라 어떠한 주문을 이용하여 합격할 수 있다고 생각하는 경우 역시 주술적 사고라고 부를 수 있다. 또 근년의 큰 문제 중에서는 빈곤이나 실업이 증대하는 사회를 이성적으로 해결하려고 하지 않고 청소년이나 니트·프리터와 같은 사회적 약자나 소수파를 겨냥하여 증오나 불만을 표하는 행위도 주술적 사고라고 부를 수 있다.
다만, 건전하고 합리적인 노력을 날마다 겹쳐 쌓은 다음, 최고의 퍼포먼스를 낼 수 있도록, 미혹을 불식하거나 기력을 높이기 위해서 각종 종교 시설에 나가거나 하는 것은, 일본뿐만 아니라 온 세상의 문명국의 교양 있는 인물에 의해서도 넓게 행해지고 있는 행위이므로, 이러한 행위까지 “주술적인 사고”라고 은닉 밤으로 해도 좋은지 어떤지는 논의가 나뉘는 부분이다. 자신의 심신에 일어나는 심리 효과까지 미리 계산한 합리적인 행동이라고도 보는 것도 가능하기 때문이다.
굳이 말한다면, 근현대인이어도 그 행동의 상당수는 주술적 사고에 근거하고 있다고 말할 수 있다. 점성술이나 혈액형에 영향을 받아 나가면서 신발끈이 끊어지면 신경쓰는 것은 많다. 또 언령을 금지하는 것에 의해서 목적을 완수하려고 한다. 예를 들어 패배를 입에 대지 않는, 영어를 적성어로서 금지하는 것으로 전쟁에 이기려고 하거나 차별어를 금지하는 것으로 차별을 없애려고 하는 일도 주술적 사고이다. 단검의 금지에 의해서 묻지마 범죄의 재발을 방지해, 또 라이터의 비행기 내 반입을 함으로써 항공기 납치 테러를 방지하자는 것도, 무엇인가를 금지한다는 행위로 방지가 된다는, 일반화된 행동을 합리성을 검토하지 않고 실시한다는 점으로 희생이나 의식에 유사해 주술적이라고 할 수 있다.
다양한 것을 공포해, 그것을 특정의 대상에 대한 공격으로 하는 일도 생지·희생양과 같은 구조를 가져, 그것은 근세에서는 마녀 재판, 현대에도 대량학살·적색 공포·옴 진리교 신자 자제에 대한 인권침해·소아성애자에 대한 공포 등 많이 볼 수 있다. 범죄자의 공범이 아닌 가족이라도 혼담이 파담이 되어, 실직해 지역으로부터 쫓기는 등 박해되는 일도, 범죄가 더러워져가 혈연을 통해서 감염하고 있으면 간주하는 주술적 사고가 깊게 관련되고 있다. 한층 더 말하면, 미를 좋아하는, 청결이나 안전을 과잉에 요구하는 등 정상적인 심리와 병적인 엄선한 경계에 있는 정동도, 그 많게 주술적 사고와의 공통점이 있다.

## 참고 문헌
- 댄 가드너 (2009). 《리스크에 당신은 속다—'공포'를 조종하는 논리》. 번역 타부치 켄타. 하야카와 책방. ISBN 9784152090362. 다음 글자 무시됨: ‘ 일본 서적’ (도움말)

## 같이 보기
- 심리학
- 샤머니즘
- 미신
- 노력
- 행동